# 新入社員十番勝負
『新入社員十番勝負』（しんにゅうしゃいんじゅうばんしょうぶ）は1961年9月12日に公開された日本映画。製作、配給は東宝。モノクロ、東宝スコープ 。併映は「真紅の男」（監督：本多猪四郎、主演：佐藤允）

## スタッフ
- 製作：清水雅[要出典]
- 企画：森岩雄[要出典]
- 脚本：若尾徳平
- 音楽：馬渡誠一
- 撮影：飯村正
- 美術：阿久根巌
- 録音：藤縄正一
- 照明：西川鶴三
- 整音：下永尚
- プロデューサー：安達英三朗[要出典]
- 監督：岩城英二

## キャスト
- 平手幹夫：船戸順
- 市田千加子：水野久美
- 須貝純子：柳川慶子
- 近藤新吾：佐原健二
- 平手健夫：太刀川寛
- 鶴巻弘：土屋嘉男
- 平手光江：北川町子
- 市田社長：江川宇禮雄
- 鶴巻克子：三田照子
- 片岡社長：柳家金語楼
- 池上庶務課長：宮田洋容
- 竹内営業課長：古田俊彦
- 購買係：熊谷二良
- 東亜インキ庶務課長：向井淳一郎
- 船津購買課長：平凡太郎
- バーのマダム：森今日子
- 編集長：丘寵児
- 編集部員：加藤春哉

## 同時上映
- 「真紅の男」